# رابرات پاور (دوچرخه‌سوار اهل استرالیا)
رابرات پاور (انگلیسی: Robert Power؛ زادهٔ ۱۱ مهٔ ۱۹۹۵) دوچرخه‌سوار اهل استرالیا است.
از باشگاه‌هایی که در آن بازی کرده‌است می‌توان به تیم اوریکا–اسکات اشاره کرد.